# Damaeus crispatus
Damaeus crispatus är en kvalsterart som först beskrevs av Kulczynski 1902.  Damaeus crispatus ingår i släktet Damaeus och familjen Damaeidae. Inga underarter finns listade i Catalogue of Life.